# Jan Pospíšil (kněz)
Jan Pospíšil (2. května 1837 Vojnice – 24. května 1918 Olomouc), byl český římskokatolický kněz, infulovaný prelát, sídelní kanovník a scholastik při olomoucké metropolitní kapitule.

## Život

### Mladá léta
Narodil se 2. května 1837 v Ohnicích č. 17 (nyní Vojnice, místní část obce Těšetice u Olomouce), jako jedno z 8 dětí Šimona Pospíšila (1810–1898) a Josefy (1810–1866), rozené Gruntové z Lutína č. 7. Vystudoval Státní gymnasium v Olomouci. V letech 1858 – 1862 studoval bohosloví v Olomouci,  6. 7.  1862 byl vysvěcen na kněze. Od 1862 kooperátor v Bzenci, 1865 promován doktorem teologie (ThDr.), 1866 -  farář v Bzenci, 1871 – děkan v Bzenci, jmenován školním inspektorem děkanátu bzeneckého a kyjovského, 1873 jmenován arcibiskupským komisařem při gymnáziu v Kyjově, 1884 assesorem konzistoře, 1884 – arcikněz v Bzenci, 1895 jmenován papežským komořím.  Stál v čele veškerého kulturního života ve městě Bzenci i na celém okresu. Dne 22. 12. 1900 jmenován nesídelním kanovníkem v Olomouci, 10. 2. 1901 přijat za sídelního kanovníka v Olomouci, 8. 1. 1914 se stal prelátem a scholastikem při olomouckém metropolitním chrámu Páně (scholastikus byla  4. nejvyšší kapitulní dignita), stál v čele apoštolátního života jako jeho místopředseda. Působil jako předseda ústředního výboru Apoštolátu sv. Cyrila a Metoděje.

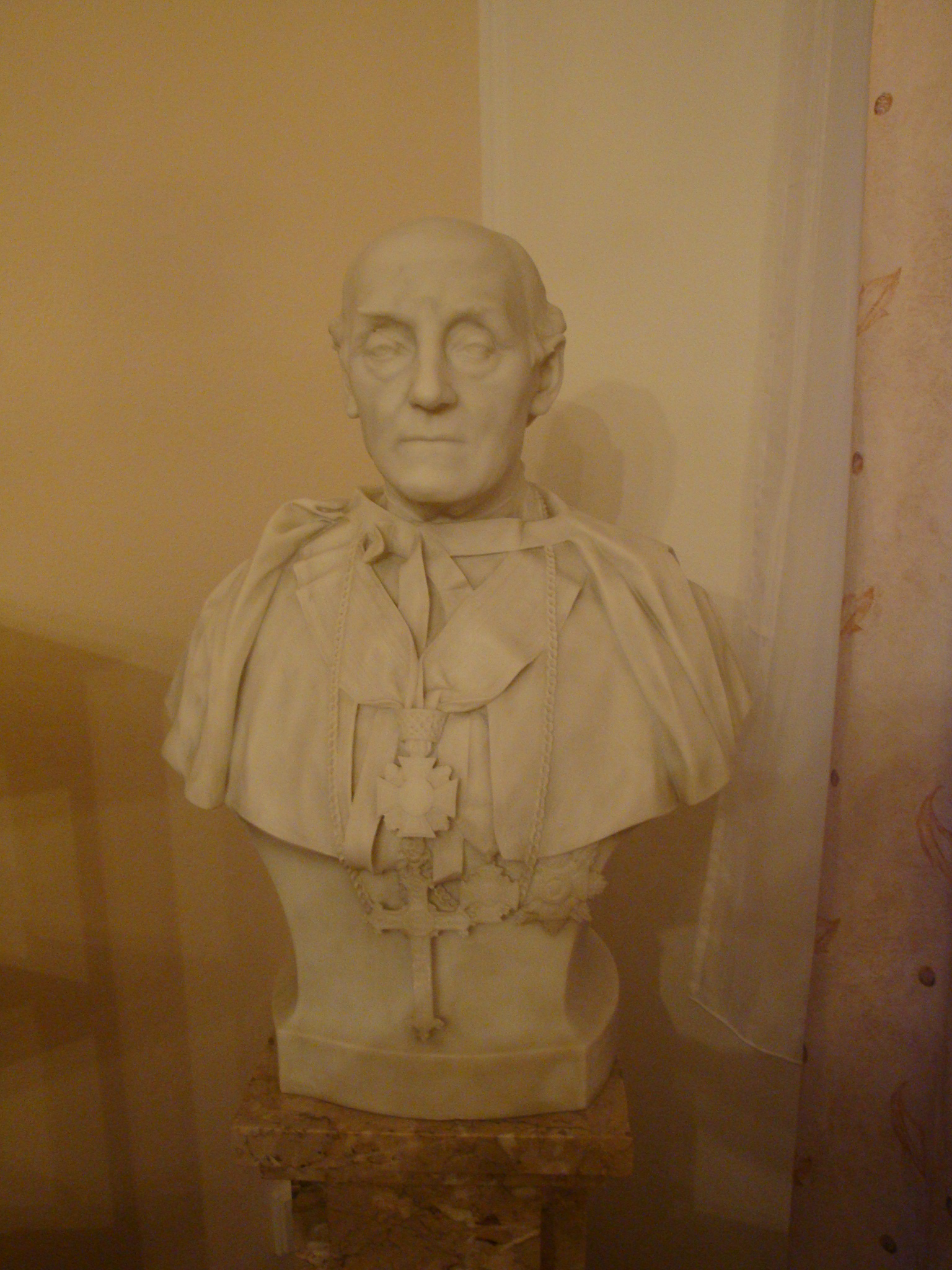
ThDr. Jan Pospíšil - busta

### Donace
Městu Bzenci věnoval Mariánský sloup na náměstí a dvě votivní okna ve farním kostele (vedle oltáře). Posléze byl jmenován čestným občanem města Bzence, ale také čestným občanem města Moravského Písku a Mistřína. Olomouci věnoval dvě votivní okna v kostele sv. Mořice s českými nápisy (sv. Cyril a Metoděj a sv. Jan Nepomucký). Dle záznamů metropolitní kapituly finančně podporoval studia seminaristů. Dne 15. srpna 2015 při příležitosti oslav 1000 let města Bzence a ve výroční den 100 let vysvěcení mariánského sloupu v Bzenci (15. srpna 1915) udělen starostou města Bzence Pavlem Čejkou pamětní list in memoriam.

### Vyznamenání
Papež ocenil jeho práci titulem papežský domácí prelát a posléze apoštolský protonotář. V roce 1884 se sal konsistoriálním radou a assessorem. Získal i titul komtura c. k. řádu Františka Josefa.

### Závěr života
Zemřel v pátek 24. května 1918 v 19 hodin večer v kanovnickém domě v Rezidenční ulici č. 4 (nyní Křížkovského 4) v Olomouci zaopatřen svátostmi umírajících v 82 letech po krátké nemoci. Jeho tělesné pozůstatky byly uloženy za přítomnosti generálního vikáře preláta Geislera 28. května 1918 na hřbitově v Bzenci k poslednímu odpočinku. Jeho hrob je ve 21. století hrobkou bzeneckých farářů.